# ستيف غريغ
ستيف غريغ (بالإنجليزية: Steve Gregg) هو سباح أمريكي، ولد في 3 نوفمبر 1955 في ويلمنغتون في الولايات المتحدة.

## وصلات خارجية
- ستيف غريغ على موقع الاتحاد الدولي للسباحة (الإنجليزية)
- ستيف غريغ على موقع أوليمبيديا (الإنجليزية)